# Guusje Steenhuis
Guusje Steenhuis (Grave, 27 de octubre de 1992) es una deportista neerlandesa que compite en judo.
Ganó tres medallas en el Campeonato Mundial de Judo entre los años 2018 y 2023, y seis medallas en el Campeonato Europeo de Judo entre los años 2015 y 2022.
En los Juegos Europeos consiguió dos medallas, plata en Minsk 2019 y bronce en Bakú 2015, ambas en la categoría de –78 kg.
Participó en los Juegos Olímpicos de Tokio 2020, ocupando el quinto lugar en la prueba de equipo mixto y el séptimo en la categoría de –78 kg.

## Palmarés internacional
| Campeonato Mundial | Campeonato Mundial  | Campeonato Mundial | Campeonato Mundial |
| Año                | Lugar               | Medalla            | Categoría          |
| ------------------ | ------------------- | ------------------ | ------------------ |
| 2018               | Bakú (Azerbaiyán)   | Medalla de plata   | –78 kg             |
| 2021               | Budapest (Hungría)  | Medalla de bronce  | –78 kg             |
| 2023               | Doha (Catar)        | Medalla de bronce  | –78 kg             |
| Juegos Europeos    |                     |                    |                    |
| Año                | Lugar               | Medalla            | Categoría          |
| 2015               | Bakú (Azerbaiyán)   | Medalla de bronce  | –78 kg             |
| 2019               | Minsk (Bielorrusia) | Medalla de plata   | –78 kg             |
| Campeonato Europeo |                     |                    |                    |
| Año                | Lugar               | Medalla            | Categoría          |
| 2015               | Bakú (Azerbaiyán)   | Medalla de bronce  | –78 kg             |
| 2016               | Kazán (Rusia)       | Medalla de plata   | –78 kg             |
| 2017               | Varsovia (Polonia)  | Medalla de plata   | –78 kg             |
| 2019               | Minsk (Bielorrusia) | Medalla de plata   | –78 kg             |
| 2021               | Lisboa (Portugal)   | Medalla de plata   | –78 kg             |
| 2022               | Sofía (Bulgaria)    | Medalla de plata   | –78 kg             |